# Campo de La Cruz
Campo de La Cruz – miasto w Kolumbii, w departamencie Atlántico.